# Amelia Opie

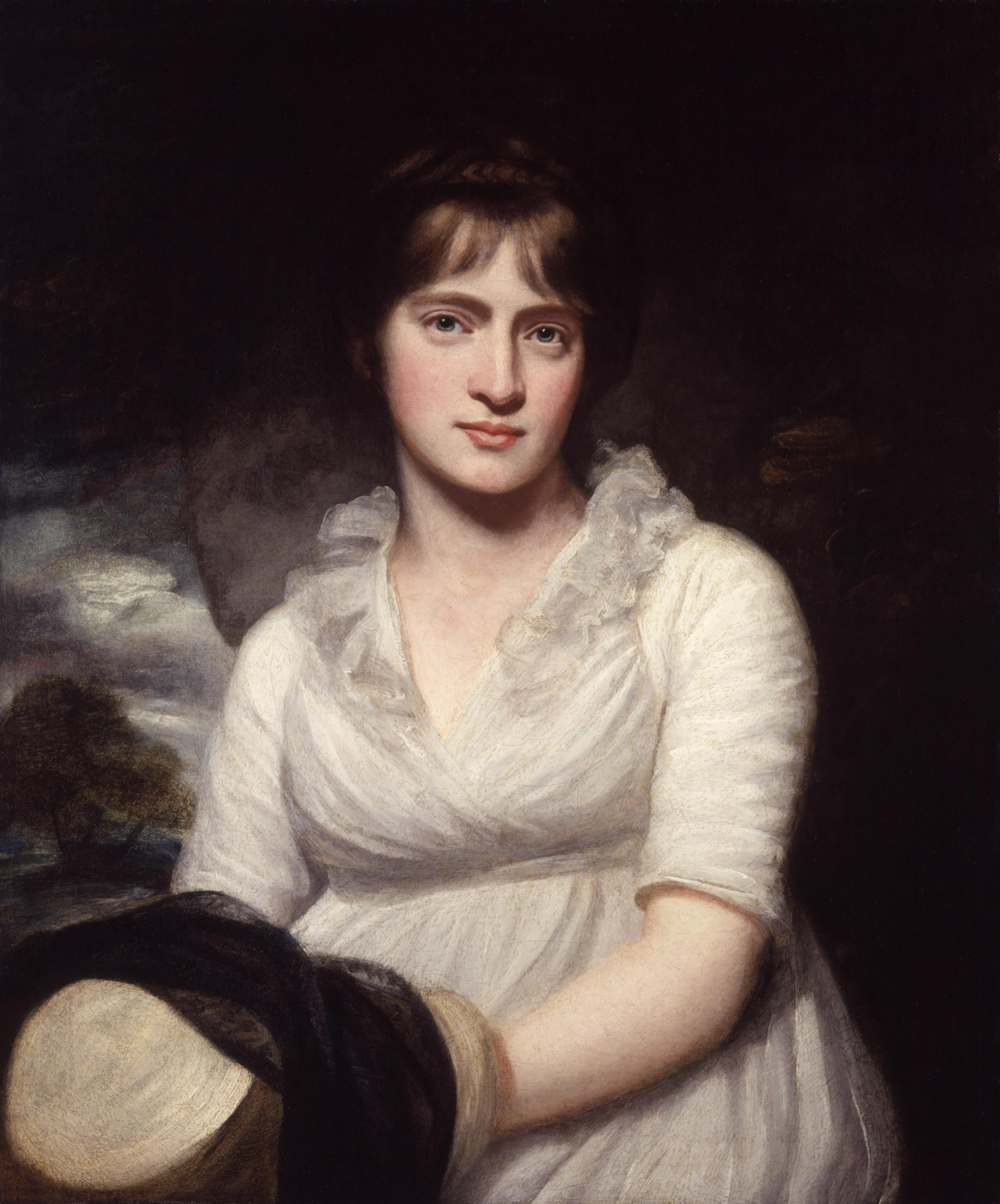
Portrait d'Amelia Opie par son mari John Opie en 1798.

Amelia Opie, née Alderson (12 novembre 1769 - 2 décembre 1853), est une auteur anglais qui publie de nombreux romans dans la période romantique du début du XIXe siècle, jusque vers 1828.

## Vie et œuvres
Amelia Alderson est la fille de James Alderson, un médecin, et de Amelia Briggs de Norwich, en Angleterre. Elle est cousine avec le fameux juge Edward Alderson (en), avec qui elle correspond toute sa vie durant.
Miss Alderson hérite de principes radicaux, et est une ardente admiratrice de  John Horne Tooke. Elle est proche de certains « activistes » comme John Philip Kemble, Sarah Siddons, William Godwin et Mary Wollstonecraft.

## Carrière littéraire
Amelia Opie publie régulièrement ; en 1802, elle termine un livre de poésie. D'autres ouvrages suivent : Adeline Mowbray (1804), Simple Tales (1806), Temper (1812), Tales of Real Life (1813), Valentine's Eve (1816), Tales of the Heart (1818), et Madeline (1822).
Amelia Opie écrit The dangers of Coquetry (Les Dangers de la coquetterie) à l'âge de 18 ans. Son roman, Father and Daughter (1801) (Père et fille) traite de la vertu dévoyée et de la réconciliation familiale. Encouragée par Mary Wollstonecraft, elle écrit Adeline Mowbray (1804), où elle explore les relations entre mère et fille. Adeline Mowbray aborde avec franchise la question morale selon laquelle le désir des femmes, tout autant que celui des hommes, peut outrepasser les souhaits des familles et mettre par suite leur avenir en péril.
Amelia Opie partage son temps entre Londres et Norwich. Elle est amie avec d'autres écrivains, tels que Sir Walter Scott, Richard Brinsley Sheridan et Madame de Stael.
En 1825, au travers de l'influence de Joseph John Gurney, elle rejoint la Société religieuse des Amis (quakers) (Society of Friends), mouvement fondé au XVIIe siècle. Après un livre intitulé Detraction Displayed (Le Dénigrement mis au jour) et des contributions à des journaux, elle cesse d'écrire. Le reste de sa vie se passe à voyager et à œuvrer pour des associations caritatives.
Jusqu'au soir de sa vie, Amelia Opie reste en relation avec des écrivains, et reçoit par exemple George Borrow comme invité. Après une visite à Cromer, une station touristique au bord de la mer sur la côte au nord du Norfolk, elle prend froid et garde la chambre. Un an plus tard, le 2 décembre 1853, elle meurt à Norwich. On rapporte que, jusqu'à la fin, elle a conservé sa vivacité d'esprit. Elle repose au cimetière quaker de Gildencroft, à Norwich.
Une biographie d'elle, A Life (Une vie), de Miss C. L. Brightwell, a été publiée en 1854.

## Principales œuvres

### Romans et histoires
- Dangers of Coquetry (publié anonymement) 1790
- Father and Daughter  1801
- Adeline Mowbray  1804
- Simple Tales  1806
- Temper  1812
- First Chapter of Accidents  1813
- Tales of Real Life  1813
- Valentine's Eve  1816
- New Tales  1818
- Tales of the Heart  1820
- Madeline  1822
- Illustrations of Lying  1824
- Tales of the Pemberton Family for Children  1825
- The Last Voyage  1828
- Detraction Displayed  1828
- Miscellaneous Tales (12 vols.) 1845-7

### Biographies
- Memoir of John Opie.  1809
- Sketch of Mrs. Roberts.  1814

### Poésie
- Maid of Corinth.  1801
- Elegy to the Memory of the Duke of Bedford 1802
- Poems. 1803
- Lines to General Kosciusko.  1803
- Song  to Stella.  1803
- The Warrior's Return.  1808
- The Black Man's Lament.  1826[1]
- Lays for the Dead.  1834

### Traductions en français
- Madeline, ou les Mémoires d'une jeune écossaise, 1822, traduction de Marie d'Heures et Anne-Alexandrine Aragon

### Divers
- Gustave Flaubert, dans Bouvard & Pécuchet (posthume) mentionne Le Père de famille par Miss Opie (il s'agit apparemment de Father & daughter).
- Recollections of Days in Holland, 1840